# 钩枝藤
钩枝藤（学名：Ancistrocladus tectorius）是钩枝藤科钩枝藤属的植物。分布于南半岛以及中国大陆的海南等地，生长于海拔500米至700米的地区，多生长于山坡、山谷密林中或山地森林中，目前尚未由人工引种栽培。

## 别名
本蓬藤、本叶藤